# Désiré Briden
Désiré Briden né à La Chapelle-Saint-Luc le 18 septembre 1850 et mort à Troyes le 23 novembre 1936 est un sculpteur français.

## Biographie
D’origine modeste, son père est facteur à Troyes. Le don de Désiré Briden pour la sculpture est remarqué très tôt. Ses frères étant maçons, il a l'occasion de travailler la pierre. Il complète sa formation en suivant des cours à l'école municipale de dessin de Troyes. En 1878, il obtient une bourse qui lui permet d'entrer à l'École des beaux-arts de Paris où il devient élève d'Auguste Dumont. Ses études sont couronnées par le prix de Florence.
Il est mobilisé pour la guerre de 1870 et à son retour doit travailler comme ouvrier à fabrique de sculptures religieuses La Sainterie de Vendeuvre. Il s’installe plus tard à Troyes où il ouvre une école de dessin. Continuant à sculpter, il expose au Salon des artistes français à Paris dès 1881 et y obtient une médaille de 3e classe en 1883. Il expose ensuite jusqu'en 1925 au Salon de la Société artistique de l’Aube.
Il obtient des commandes officielles et quelques-unes de ses sculptures sont conservées au musée des beaux-arts de Troyes. Désiré Briden est un sculpteur régional dont les principales œuvres décorent la ville de Troyes, le Monument aux enfants de l'Aube, le Monument aux Bienfaiteurs de la Ville. D'autres œuvres en bronze ont été envoyées à la fonte sous le régime de Vichy pour la récupération des métaux non ferreux destinés à l'armement.
En 1965, la Ville de Troyes l'honore en donnant son nom à l'une de ses voies.

## Œuvres

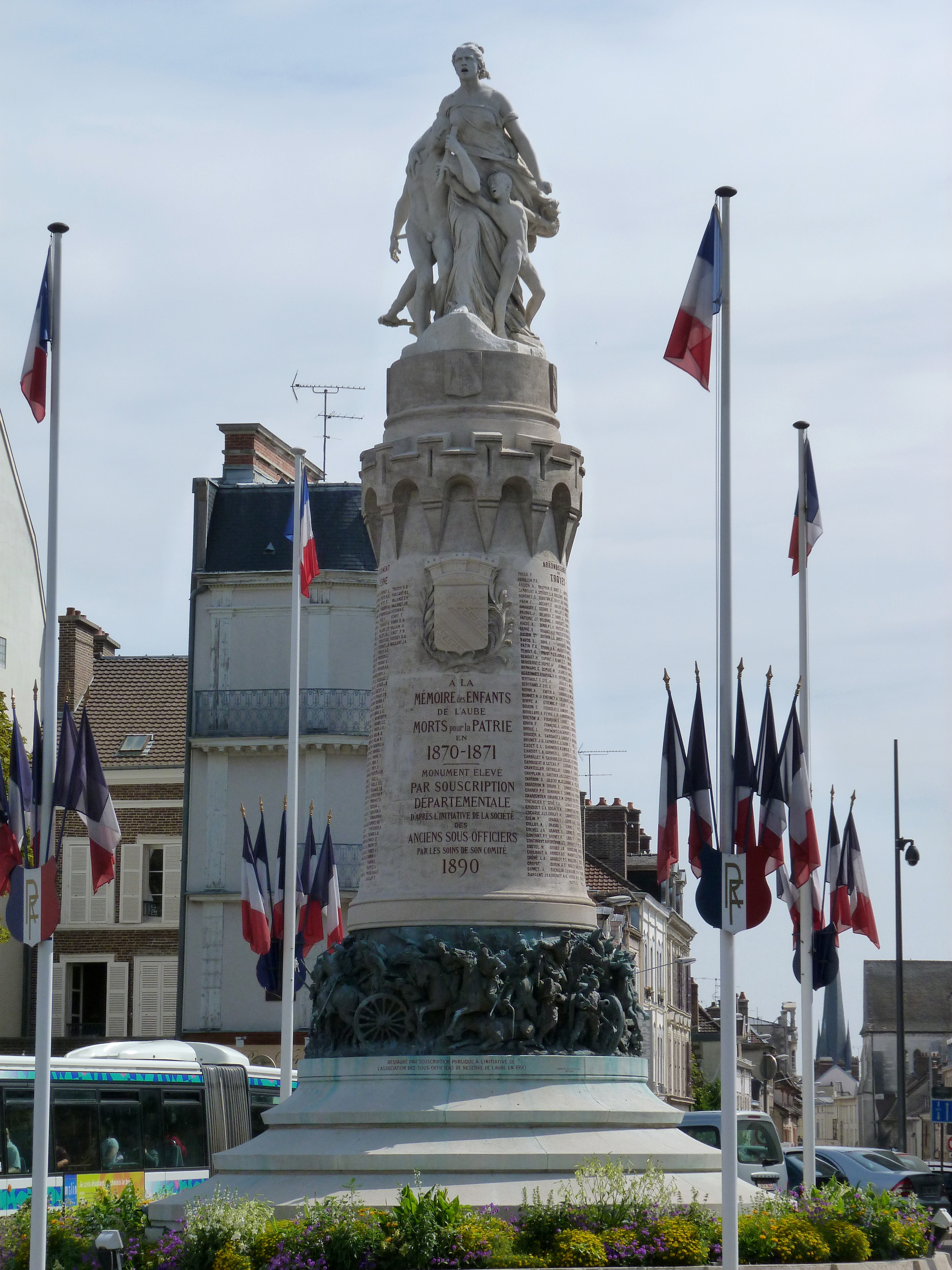
Le Monument aux enfants de l'Aube (1890), Troyes.

- Monument aux enfants de l'Aube : ce monument aux morts de la guerre de 1870 est inauguré en 1890. Désiré Briden réalise la frise en haut-relief circulaire en bronze du socle représentant une foule de combattants, le groupe sommital en marbre de la République entourée de ses enfants est sculpté par Alfred Boucher. Il est situé en face de la gare à Troyes[3].
- Monument aux bienfaiteurs de la Ville de Troyes, place Jean-Jaurès à Troyes[4].
- Le Vin, 1900, groupe en bronze dans le jardin de Chevreuse à Troyes, envoyé à la fonte sous le régime de Vichy, dans le cadre de la mobilisation des métaux non ferreux[5].
- Monument aux enfants du Canton, 1902, Aix-en-Othe[6].
- Monument à Hector Pron, après 1902, Troyes[7].
- Gisant du pape Urbain IV, 1905[Où ?].